# Statistiche della nazionale femminile di rugby a 15 della Spagna
Statistiche aggiornate al 31 marzo 2018

## Statistiche di squadra

### Incontri disputati

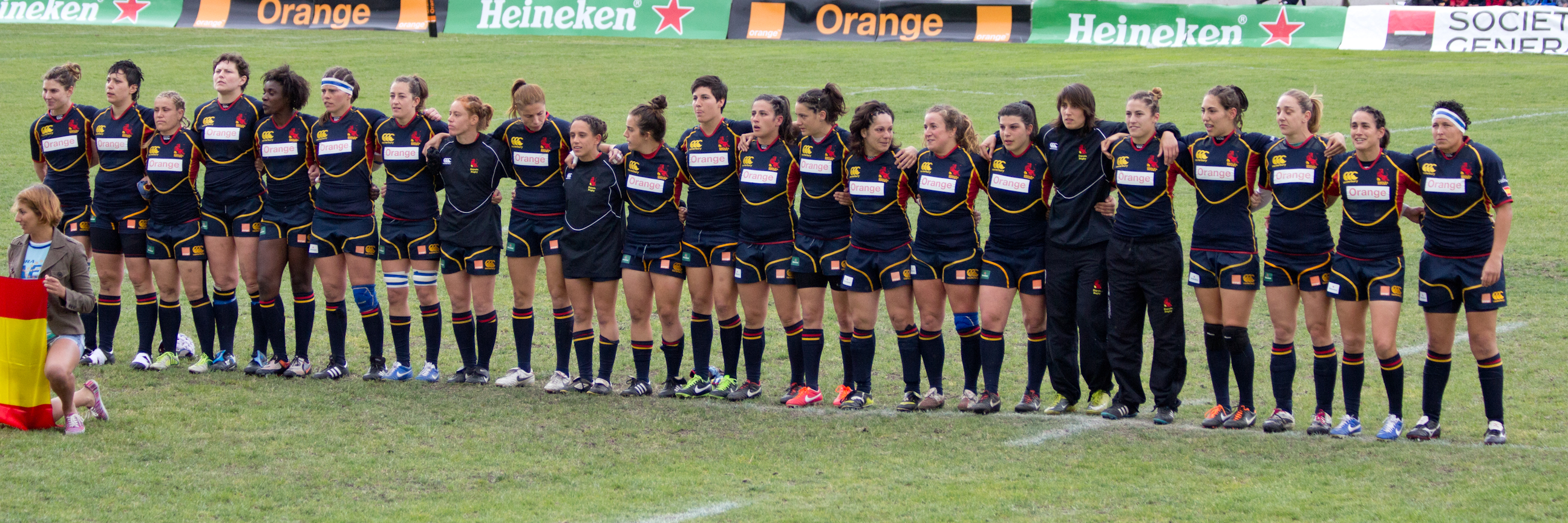
La in un incontro di qualificazione alla contro l'

| Data              | Sede                  | Incontro                    | Note                    |
| ----------------- | --------------------- | --------------------------- | ----------------------- |
| 2 maggio 1989     | Boe                   | Spagna — Francia 0-28       | Test match              |
| 6 aprile 1991     | Swansea               | Inghilterra — Spagna 12-0   | Coppa del Mondo         |
| 10 aprile 1991    | Cardiff               | Italia — Spagna 7-13        | Coppa del Mondo         |
| 11 aprile 1991    | Cardiff               | Canada — Spagna 19-4        | Coppa del Mondo         |
| 11 aprile 1991    | Cardiff               | Giappone — Spagna 0-30      | Coppa del Mondo         |
| 12 aprile 1991    | Cardiff               | Paesi Bassi — Spagna 0-30   | Coppa del Mondo         |
| 13 giugno 1992    | Bon-Encontre          | Francia — Spagna 14-10      | Test match              |
| 12 aprile 1995    | Treviso               | Italia — Spagna 0-5         | Campionato europeo      |
| 16 aprile 1995    | Treviso               | Francia — Spagna 6-22       | Campionato europeo      |
| 9 aprile 1996     | Madrid                | Spagna — Paesi Bassi 29-0   | Campionato europeo      |
| 10 aprile 1996    | Madrid                | Spagna — Germania 53-0      | Campionato europeo      |
| 14 aprile 1996    | Madrid                | Spagna — Francia 10-15      | Campionato europeo      |
| 5 gennaio 1997    | Leeds                 | Inghilterra — Spagna 17-15  | Test match              |
| 2 aprile 1997     | Nizza                 | Spagna — Irlanda 27-0       | Campionato europeo      |
| 4 aprile 1997     | Nizza                 | Scozia — Spagna 11-10       | Campionato europeo      |
| 6 aprile 1997     | Nizza                 | Francia — Spagna 8-25       | Campionato europeo      |
| 2 maggio 1998     | Amsterdam             | Spagna — Galles 28-18       | Coppa del Mondo         |
| 5 maggio 1998     | Amsterdam             | Spagna — Stati Uniti 16-38  | Coppa del Mondo         |
| 9 maggio 1998     | Amsterdam             | Nuova Zelanda — Spagna 46-3 | Coppa del Mondo         |
| 12 maggio 1998    | Amsterdam             | Australia — Spagna 17-15    | Coppa del Mondo         |
| 16 maggio 1998    | Amsterdam             | Francia — Spagna 9.22       | Coppa del Mondo         |
| 5 dicembre 1998   | Madrid                | Spagna — Scozia 3-5         | Test match              |
| 19 aprile 1999    | Belluno               | Spagna — Galles 14-8        | Campionato europeo      |
| 21 aprile 1999    | Belluno               | Spagna — Scozia 11-9        | Campionato europeo      |
| 24 aprile 1999    | Belluno               | Francia — Spagna 13-5       | Campionato europeo      |
| 9 gennaio 2000    | Barcellona            | Spagna — Inghilterra 10-42  | Test match              |
| 6 febbraio 2000   | Banbury               | Inghilterra — Spagna 31-7   | Cinque Nazioni          |
| 18 febbraio 2000  | Murcia                | Spagna — Scozia 13-9        | Cinque Nazioni          |
| 18 marzo 2000     | Dax                   | Francia — Spagna 38-5       | Cinque Nazioni          |
| 1 aprile 2000     | Majadahonda           | Spagna — Galles 18-10       | Cinque Nazioni          |
| 8 maggio 2000     | Roquetas de Mar       | Spagna — Italia 58-16       | Campionato europeo      |
| 10 maggio 2000    | Almería               | Spagna — Scozia 13-10       | Campionato europeo      |
| 13 maggio 2000    | Almería               | Spagna — Francia 0-31       | Campionato europeo      |
| 3 febbraio 2001   | Madrid                | Spagna — Irlanda 42-0       | Test match              |
| 18 febbraio 2001  | Worcester             | Inghilterra — Spagna 28–12  | Cinque Nazioni          |
| 3 marzo 2001      | Madrid                | Spagna — Francia 6–0        | Cinque Nazioni          |
| 18 marzo 2001     | Melrose               | Scozia — Spagna 19-8        | Cinque Nazioni          |
| 8 aprile 2001     | Wrexham               | Galles — Spagna 0–5         | Cinque Nazioni          |
| 6 maggio 2001     | Lille                 | Spagna — Italia 34-3        | Campionato europeo      |
| 10 maggio 2001    | Lille                 | Inghilterra — Spagna 8-15   | Campionato europeo      |
| 12 maggio 2001    | Lille                 | Spagna — Scozia 3-15        | Campionato europeo      |
| 2 febbraio 2002   | Bègles                | Francia — Spagna 24–0       | Sei Nazioni             |
| 16 febbraio 2002  | Barcellona            | Spagna — Scozia 14–17       | Sei Nazioni             |
| 2 marzo 2002      | Madrid                | Spagna — Galles 20–0        | Sei Nazioni             |
| 25 marzo 2002     | Limerick              | Irlanda — Spagna 6–8        | Sei Nazioni             |
| 7 aprile 2002     | Madrid                | Spagna — Inghilterra 14–53  | Sei Nazioni             |
| 13 maggio 2002    | Barcellona            | Spagna — Giappone 62-0      | Coppa del Mondo         |
| 18 maggio 2002    | Barcellona            | Spagna — Inghilterra 5-13   | Coppa del Mondo         |
| 21 maggio 2002    | Barcellona            | Spagna — Scozia 16-23       | Coppa del Mondo         |
| 25 maggio 2002    | Barcellona            | Spagna — Stati Uniti 5-23   | Coppa del Mondo         |
| 15 febbraio 2003  | Cardiff               | Galles — Spagna 44–0        | Sei Nazioni             |
| 21 febbraio 2003  | Madrid                | Spagna — Irlanda 0–16       | Sei Nazioni             |
| 9 marzo 2003      | Harlequins RFC        | Inghilterra — Spagna 69–0   | Sei Nazioni             |
| 22 marzo 2003     | Girona                | Spagna — Francia 7–27       | Sei Nazioni             |
| 29 marzo 2003     | Glasgow               | Scozia — Spagna 48–7        | Sei Nazioni             |
| 1 maggio 2003     | Malmö                 | Italia — Spagna 5-29        | Campionato europeo      |
| 3 maggio 2003     | Malmö                 | Francia — Spagna 10-16      | Campionato europeo      |
| 15 febbraio 2004  | Saragozza             | Spagna — Inghilterra 3-71   | Sei Nazioni             |
| 21 febbraio 2004  | Perpignano            | Francia — Spagna 24-0       | Sei Nazioni             |
| 6 marzo 2004      | Pontevedra            | Spagna — Scozia 6-5         | Sei Nazioni             |
| 20 marzo 2004     | Limerick              | Irlanda — Spagna 7-8        | Sei Nazioni             |
| 27 marzo 2004     | Cardiff               | Galles — Spagna 7-12        | Sei Nazioni             |
| 1 maggio 2004     | Castres               | Francia — Spagna 24-5       | Campionato europeo      |
| 5 maggio 2004     | Tolosa                | Spagna — Svezia 31-5        | Campionato europeo      |
| 8 maggio 2004     | Tolosa                | Irlanda — Spagna 20-12      | Campionato europeo      |
| 5 febbraio 2005   | Madrid                | Spagna — Irlanda 19-17      | Sei Nazioni             |
| 12 febbraio 2005  | Ourense               | Spagna — Galles 10-10       | Sei Nazioni             |
| 26 febbraio 2005  | Glasgow               | Scozia — Spagna 19-3        | Sei Nazioni             |
| 12 marzo 2005     | Londra                | Inghilterra — Spagna 76-0   | Sei Nazioni             |
| 19 marzo 2005     | Sant Boi de Llobregat | Spagna — Francia 0-39       | Sei Nazioni             |
| 4 febbraio 2006   | Dublino               | Irlanda — Spagna 25-10      | Sei Nazioni             |
| 11 febbraio 2006  | Madrid                | Spagna — Inghilterra 3-86   | Sei Nazioni             |
| 25 febbraio 2006  | Biarritz              | Francia — Spagna 38-0       | Sei Nazioni             |
| 10 marzo 2006     | Pontypridd            | Galles — Spagna 10-0        | Sei Nazioni             |
| 18 marzo 2006     | Madrid                | Spagna — Scozia 12-16       | Sei Nazioni             |
| 31 agosto 2006    | Saint Albert          | Spagna — Scozia 0-24        | Coppa del Mondo         |
| 4 settembre 2006  | Saint Albert          | Canada — Spagna 79-0        | Coppa del Mondo         |
| 8 settembre 2006  | Saint Albert          | Spagna — Samoa 14-12        | Coppa del Mondo         |
| 12 settembre 2006 | Edmonton              | Spagna — Kazakistan 17-12   | Coppa del Mondo         |
| 16 settembre 2006 | Edmonton              | Samoa — Spagna 5-10         | Coppa del Mondo         |
| 28 aprile 2007    | Madrid                | Spagna — Italia 15-6        | Campionato europeo      |
| 30 aprile 2007    | Madrid                | Spagna — Russia 54-3        | Campionato europeo      |
| 2 maggio 2007     | Madrid                | Spagna — Inghilterra 22-22  | Campionato europeo      |
| 5 maggio 2007     | Madrid                | Spagna — Paesi Bassi 37-0   | Campionato europeo      |
| 17 maggio 2008    | Amsterdam             | Irlanda — Spagna 41-7       | Campionato europeo      |
| 20 maggio 2008    | Drachten              | Svezia — Spagna 0-20        | Campionato europeo      |
| 24 maggio 2008    | Amsterdam             | Scozia — Spagna 27-25       | Campionato europeo      |
| 17 maggio 2009    | Stoccolma             | Germania — Spagna 0-74      | Campionato europeo      |
| 20 maggio 2009    | Enköping              | Svezia — Spagna 11-6        | Campionato europeo      |
| 23 maggio 2009    | Stoccolma             | Italia — Spagna 7-12        | Campionato europeo      |
| 8 maggio 2010     | Longwy                | Paesi Bassi — Spagna 12-26  | Campionato europeo      |
| 12 maggio 2010    | Metz                  | Belgio — Spagna 0-66        | Campionato europeo      |
| 15 maggio 2010    | Strasburgo            | Italia — Spagna 13-31       | Campionato europeo      |
| 3 gennaio 2011    | Madrid                | Spagna — Scozia 28-13       | Test match              |
| 30 aprile 2011    | La Coruña             | Spagna — Finlandia 119-0    | Campionato europeo      |
| 4 maggio 2011     | A Coruña              | Spagna — Svezia 18-3        | Campionato europeo      |
| 13 maggio 2012    | Rovereto              | Inghilterra — Spagna 61-0   | Campionato europeo      |
| 16 maggio 2012    | Rovereto              | Francia — Spagna 60-3       | Campionato europeo      |
| 19 maggio 2012    | Rovereto              | Italia — Spagna 54-3        | Campionato europeo      |
| 3 dicembre 2012   | Roma                  | Italia — Spagna 29-12       | Test match              |
| 20 aprile 2013    | Madrid                | Spagna — Svezia 55-0        | Qualificazioni mondiali |
| 23 aprile 2013    | Madrid                | Spagna — Italia 38-7        | Qualificazioni mondiali |
| 23 aprile 2013    | Madrid                | Spagna — Paesi Bassi 78-0   | Qualificazioni mondiali |
| 1 luglio 2014     | Valladolid            | Spagna — Francia 3-37       | Test match              |
| 1 agosto 2014     | Marcoussis            | Canada — Spagna 31-5        | Coppa del Mondo         |
| 5 agosto 2014     | Marcoussis            | Inghilterra — Spagna 45-5   | Coppa del Mondo         |
| 9 agosto 2014     | Marcoussis            | Spagna — Samoa 41-5         | Coppa del Mondo         |
| 13 agosto 2014    | Marcoussis            | Spagna — Kazakistan 18-5    | Coppa del Mondo         |
| 17 agosto 2014    | Marcoussis            | Sudafrica — Spagna 0-36     | Coppa del Mondo         |
| 22 novembre 2015  | Valladolid            | Spagna — Scozia 10-34       | Test match              |
| 19 dicembre 2015  | Majadahonda           | Spagna — Hong Kong 57-0     | Test match              |
| 6 ottobre 2016    | Madrid                | Spagna — Belgio 76-0        | Campionato europeo      |
| 9 ottobre 2016    | Madrid                | Spagna — Rep. Ceca 97-0     | Campionato europeo      |
| 15 ottobre 2016   | Madrid                | Spagna — Paesi Bassi 35-7   | Campionato europeo      |
| 18 novembre 2016  | Glasgow               | Scozia — Spagna 5–10        | Qualificazioni mondiali |
| 26 novembre 2016  | Madrid                | Spagna — Scozia 15–10       | Qualificazioni mondiali |
| 3 giugno 2017     | Medina del Campo      | Spagna — Hong Kong 41–18    | Test match              |
| 8 luglio 2017     | Cardiff               | Galles — Spagna 26–21       | Test match              |
| 13 agosto 2017    | Dublino               | Stati Uniti — Spagna 43-0   | Coppa del Mondo         |
| 17 agosto 2017    | Dublino               | Inghilterra — Spagna 56-5   | Coppa del Mondo         |
| 17 agosto 2017    | Dublino               | Italia — Spagna 8-22        | Coppa del Mondo         |
| 22 agosto 2017    | Belfast               | Spagna — Hong Kong 31-7     | Coppa del Mondo         |
| 26 agosto 2017    | Belfast               | Italia — Spagna 20-15       | Coppa del Mondo         |
| 27 febbraio 2018  | Waterloo              | Spagna — Germania 44-0      | Campionato europeo      |
| 3 marzo 2018      | Waterloo              | Spagna — Paesi Bassi 40-7   | Campionato europeo      |
| 23 febbraio 2019  | Madrid                | Spagna — Russia 41-0        | Campionato europeo      |
| 30 marzo 2019     | Madrid                | Spagna — Paesi Bassi 54-0   | Campionato europeo      |

### Riepilogo per avversario
| Avversario    | Primo incontro | G   | V  | N | P  | % V/G  |
| ------------- | -------------- | --- | -- | - | -- | ------ |
| Australia     | 1998           | 1   | 0  | 0 | 1  | 0%     |
| Belgio        | 2010           | 2   | 2  | 0 | 0  | 100%   |
| Canada        | 1991           | 3   | 0  | 0 | 3  | 0%     |
| Rep. Ceca     | 2016           | 1   | 1  | 0 | 0  | 100%   |
| Finlandia     | 2011           | 1   | 1  | 0 | 0  | 100%   |
| Francia       | 1989           | 19  | 5  | 0 | 14 | 26,32% |
| Galles        | 1998           | 10  | 6  | 1 | 3  | 60%    |
| Germania      | 1996           | 3   | 3  | 0 | 0  | 100%   |
| Giappone      | 1991           | 2   | 2  | 0 | 0  | 100%   |
| Hong Kong     | 2015           | 3   | 3  | 0 | 0  | 100%   |
| Inghilterra   | 1991           | 16  | 1  | 1 | 14 | 6,25%  |
| Irlanda       | 1997           | 9   | 5  | 0 | 4  | 55,56% |
| Italia        | 1991           | 13  | 10 | 0 | 3  | 76,92% |
| Kazakistan    | 2006           | 2   | 2  | 0 | 0  | 100%   |
| Nuova Zelanda | 1998           | 1   | 0  | 0 | 1  | 0%     |
| Paesi Bassi   | 1996           | 8   | 8  | 0 | 0  | 100%   |
| Russia        | 2007           | 2   | 2  | 0 | 0  | 100%   |
| Samoa         | 2006           | 3   | 3  | 0 | 0  | 100%   |
| Scozia        | 1997           | 19  | 7  | 0 | 12 | 36,84% |
| Stati Uniti   | 1998           | 3   | 0  | 0 | 3  | 0%     |
| Sudafrica     | 2014           | 1   | 1  | 0 | 0  | 100%   |
| Svezia        | 2004           | 5   | 4  | 0 | 1  | 80%    |
| Totale        | Totale         | 127 | 66 | 2 | 59 | 51,9%  |

## Statistiche individuali

### Presenze

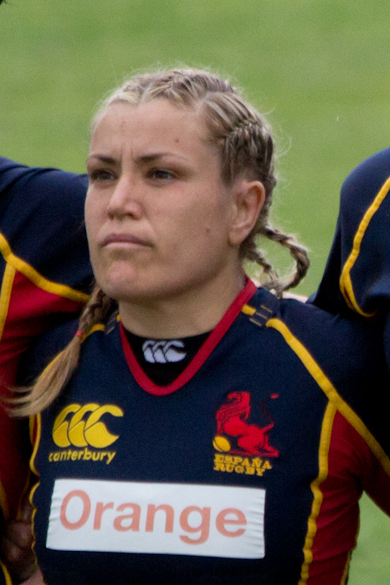
Aroa González, 74 presenze internazionali

| Presenze | Giocatrice               | Anni      |
| -------- | ------------------------ | --------- |
| 74       | Aroa González            | 1997-2017 |
| 64       | Rocio García             | 2003-2017 |
| 64       | Inés Etxegibel           | 1994-2007 |
| 54       | Bárbara Plà              | 2004-     |
| 49       | Pilar López Ferrando     | ?-?       |
| 47       | Mercedes Batidor Llabrés | 1995-2002 |
| 46       | Isabel Pérez             | 1991-     |
| 43       | Karitte Alegria          | 1996-?    |
| 43       | Helena Roca              | 2001-?    |